# فاسيلي دوريتش
فاسيلي دوريتش (بالصربية: Василије Ђурић)‏ هو لاعب كرة قدم صربي في مركز الوسط، ولد في 10 يوليو 1998 في سوبتيتسا في صربيا. لعب مع نادي أو إف كيه بيوغراد.

## وصلات خارجية
- فاسيلي دوريتش على موقع قاعدة بيانات كرة القدم.إي يو (الإنجليزية)
- فاسيلي دوريتش على موقع بيانات كرة القدم. دي إي (الألمانية)
- فاسيلي دوريتش على موقع Soccerbase.com (لاعب) (الإنجليزية)
- فاسيلي دوريتش على موقع Soccerway.com (الإنجليزية)
- فاسيلي دوريتش على موقع عالم كرة القدم.نت (الإنجليزية)